# Mogersdorf
Mogersdorf (Nagyfalva en húngaro, Modlinci en esloveno) es un pueblo en el distrito de Jennersdorf en Burgenland, Austria. Mogersdorf está ubicado en el valle de Raabtal cerca a la frontera con Hungría.
Mogersdorf es un lugar famoso en la historia austriaca porque fue allí donde Raimondo Montecuccoli aniquiló a un poderoso ejército del Imperio otomano de entre 60.000 a 90.000 soldados en 1664. Esta Batalla de Mogersdorf (también conocida como Batalla de San Gotardo) fue conmemorada con una capilla en las cercanías de la colina de Schlößlberg. La capilla cayó en ruinas y fue reemplazada por un nuevo edificio con una cruz cristiana no muy ornamentada pero grande en 1964.
- Datos: Q661295
- Multimedia: Mogersdorf / Q661295

1. ↑  Worldpostalcodes.org, código postal n.º 8382.